# Петр Дучман
Петр Дучман, Петер Дойчманн (луж. Pětr Dučman, Wólšinski, нім. Peter Deutschmann; нар. 13 березня 1839, с. Бозанкеци, Лужиця, Німеччина — 6 лютого 1907, Будішин, Німеччина) — серболужицький лікар, фотограф, громадський і театральний діяч. Вважається засновником серболужицького театру. Молодший брат серболужицького поета і письменника Гандрія Дучмана.

## Біографія
Народився 13 березня 1839 року в серболужицькому селі Безанкеци в селянській родині. Закінчивши середню школу в Будішин, поступив в 1852 році в серболужицьке педагогічне училище. Потім навчався в лужицькій семінарії в Празі. Навчався також у празькій Малостранській гімназії. Будучи студентом в Празі брав участь в діяльності серболужицького студентського товариства «Сербовка». У 1858 році залишив своє навчання в лужицькій семінарії і став вивчати в Празі медицину. У 1865 році отримав медичну освіту і працював асистентом лікаря в Празі. У 1866 році був призваний на службу в австро-угорську армію. Після армійської служби в 1867 році повернувся на батьківщину в Будішин. З 1873 року працював лікарем в Будішінській міській лікарні. У 1898 році вийшов на пенсію.
Помер 6 лютого 1907 і був похований 9 лютого на Миколаївському цвинтарі в Будішині.

## Громадська діяльність
Будучи студентом в Празі, був знайомий з головою «Сербовки» Міхалом Гірники. У Празі займався організацією студентських театральних постановок. Разом з Яном Чесла перевів на серболужицьку мову і постановив комедію «Rohowin Štyrirohač» чеського драматурга Вацлава Климента Кліцпери (в оригіналі комедія називалася «Rohovín Čtverrohý»). Ця комедія також була представлена засновниками серболужицького товариства «Budyska Bjesada», серед яких були Ян Арношт Смолер. 2 жовтня 1862 року в Будішин відбулася прем'єра комедії «Rohowin Štyrirohač». Петр Дучман під псевдонімом Липинський написав пролог до цієї комедії, який був опублікований в № 11 журналу «Łužičan» за 1862 рік. У цьому пролозі описав мету і програму серболужицького театру.
З 1861 року співпрацював з природознавчим відділом серболужицької культурно-просвітницької організації «Матіца сербська». У 1863 році вступив в «Матіца сербську». З 1862 року був членом громадських організації «Budyska Bjesada», з 1867 року — членом організації «Товариство святих Кирила і Мефодія».
У 1867 році разом з Яном Арношт Смолером брав участь у Всеслов'янському з'їзді і Всеросійській етнографічній виставці в Москві. Був на аудієнції у російського імператора Олександра II в Царському Селі.
Будучи лікарем, займався фотографуванням хворих. Виставляв свої фотографічні роботи в якості пізнавального матеріалу на фотографічних виставках в Берліні в 1896 році і в Лейпцигу в 1897 році. До теперішнього часу збереглося 16 його фотографій, найстаріша з яких датується 1864 роком.